# سلوکیه پیه ریا
سلوکیه پیه ریا ( یونانی Σελεύκεια ἐν Πιερίᾳ)، همچنین در انگلیسی به عنوان سلوکیه دریایی شناخته می شود که بعدها به نام سوئدیا نامیده شد، یک شهر عصر هلنیستی، بندر دریایی انطاکیه باستان (سوریه پریما)، پایتخت سلوکی، و انطاکیه امروزی (ترکیه) است. این شهر کمی در شمال مصب رودخانه عاصی، بین رودخانه های کوچک در دامنه های غربی کُریفائوس، یکی از قله های جنوبی رشته کوه نور ساخته شده است.
به گفته پاوسانیاس و مالالاس، شهری از گذشته در این منطقه وجود داشته است به نام پالئوپولیس («شهر قدیمی»). در حال حاضر در روستای ساحلی چولیک  در نزدیکی شهر سمعان داغ در استان ختای ترکیه واقع شده است. سلوکیه، افامیا، لاذقیه و انطاکیه چهار شهر سوریه را تشکیل دادند. 

## تاریخچه

### دوره سلوکی
سلوکیا پیه ریا در حدود سال ۳۰۰ قبل از میلاد توسط سلوکوس اول نیکاتور یکی از جانشینان فاتح مقدونی اسکندر مقدونی و بنیانگذار امپراتوری سلوکیان بنیان نهاده شد.  مقدونی‌ها این منطقه را پیریا نامیده‌اند، که برگرفته از اسم ناحیه‌ای در سرزمین خود بود که بین دریا و رشته کوه (المپوس) قرار داشت. 
هنگامی که سلوکوس اول در راه مقدونیه در سال ۲۸۱ قبل از میلاد به قتل رسید، پسرش آنتیوخوس اول خاکستر او را در ساختمانی به نام نیکاتوریون، واقع در سلوکیه، دفن کرد.

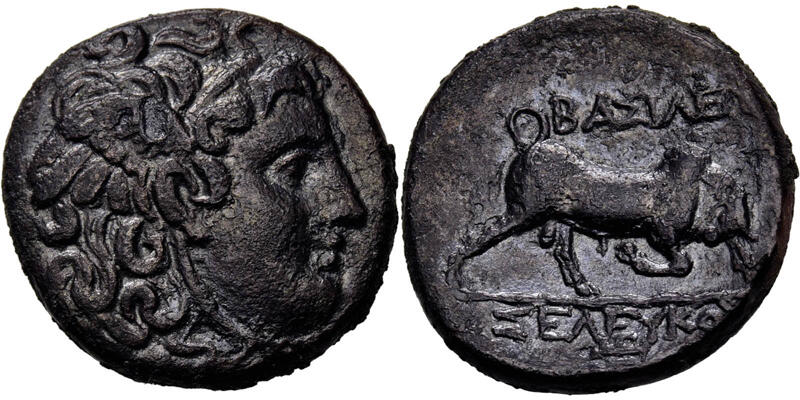
سکه سلوکوس یکم، ضرب سلوکیه پیه ریا

این شهر در نبرد بین سلوکیان و بطلمیوسیان اهمیت زیادی داشت. در سال ۲۴۶ قبل از میلاد توسط بطلمیوس سوم اورگت تسخیر شد.  هنگامی که بطلمیوس (لاگید) و سلوکیان بر سر شهر می جنگیدند، چندین بار دست به دست شد تا اینکه در سال ۲۱۹ قبل از میلاد، آنتیوخوس سوم کبیر آن را در خلال جنگ چهارم سوریه (۲۱۹-۲۱۷ قبل از میلاد) بازپس گرفت. سپس این شهر آزادی خود را به دست آورد و حتی تا پایان اشغال رومیان آن را حفظ کرد. این شهر مدتها از حق ضرب سکه برخوردار بود. 

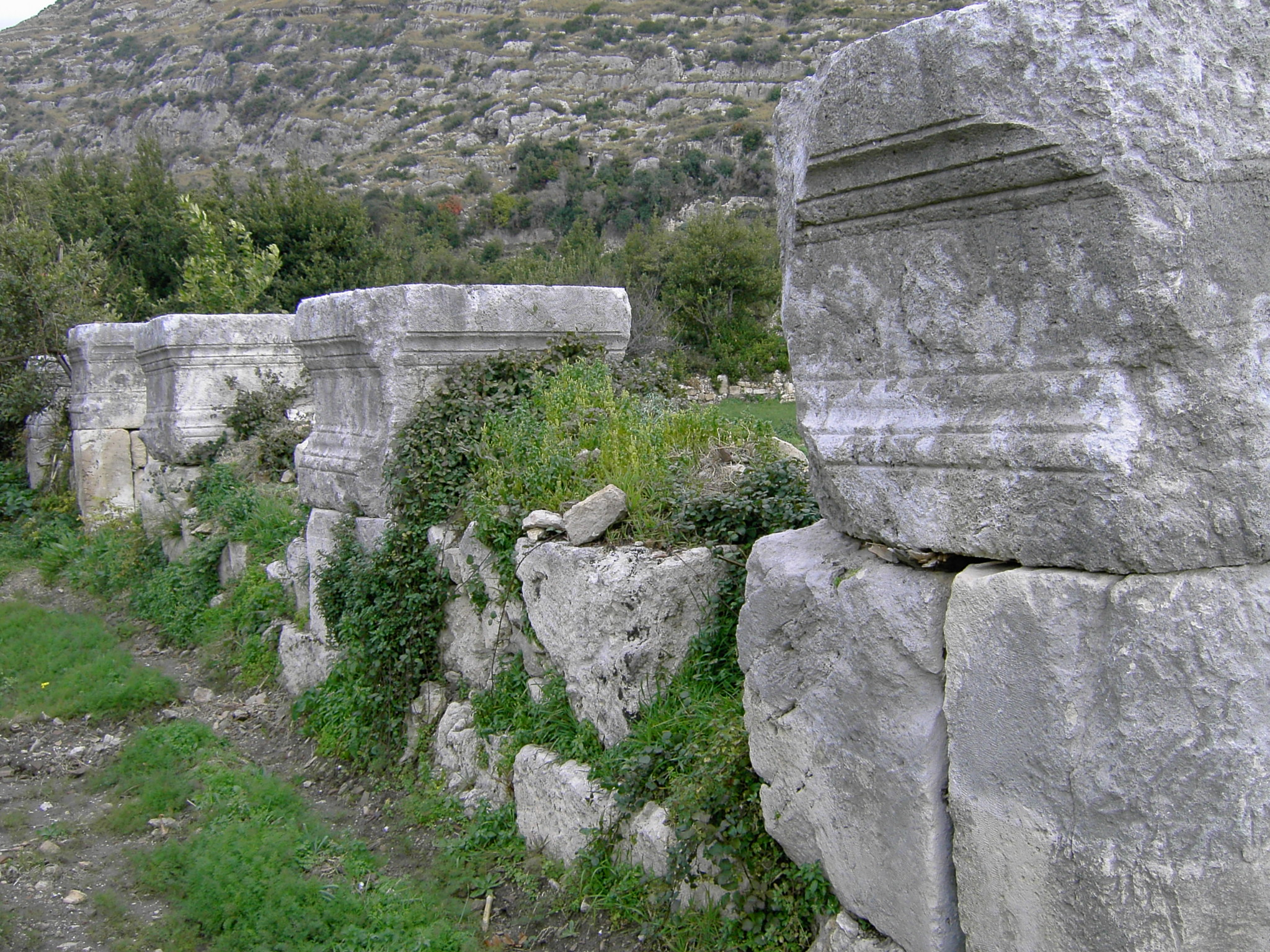
ستون‌های احتمالاً خیابان اصلی یا بندرگاه

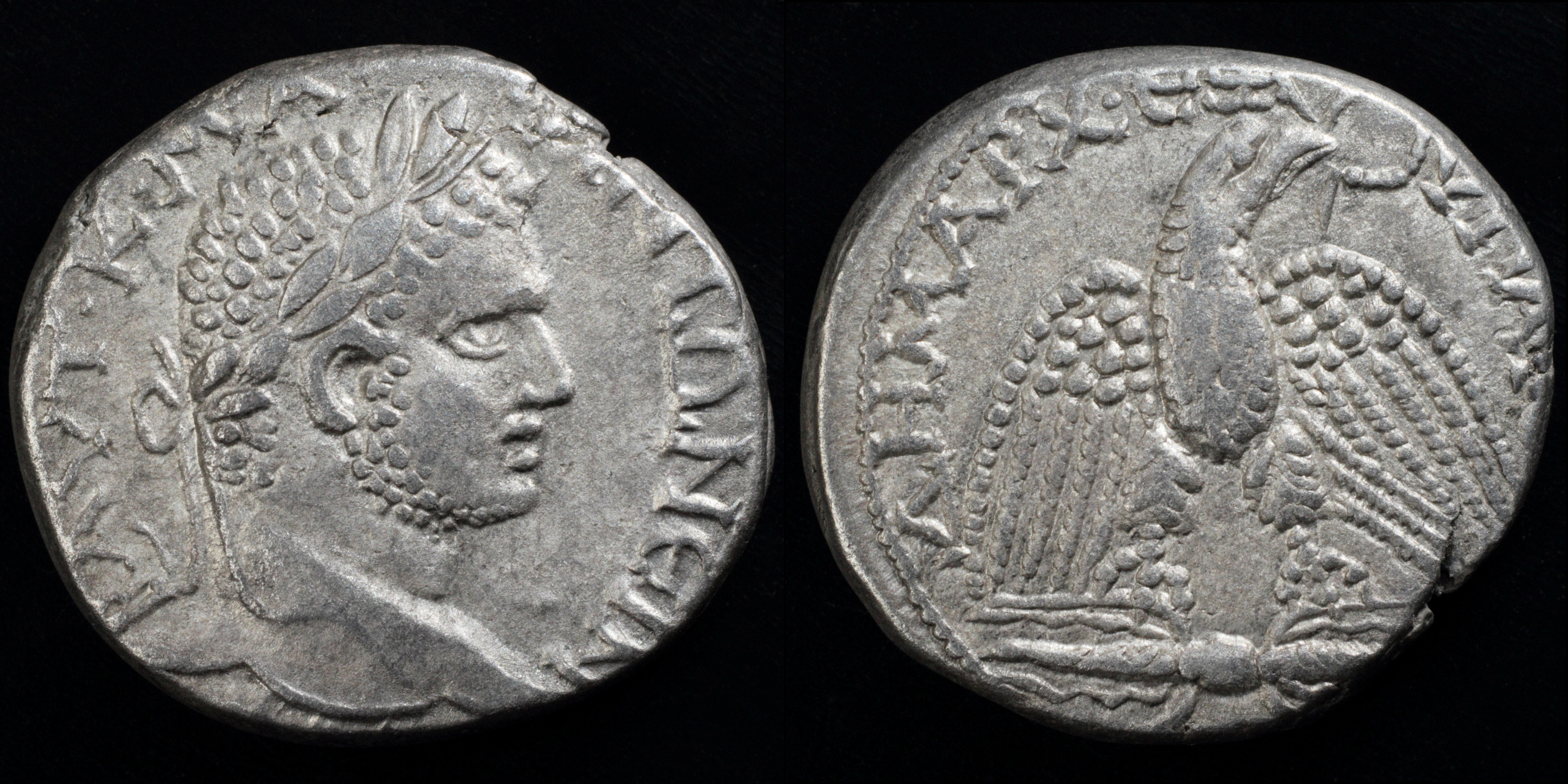
تترادراخم نقره ضرب شده در سلوکیه توسط کاراکالا 215-217 پس از میلاد

### دوره روم
اهمیت سلوکیه با گذشت زمان به طور قابل توجهی افزایش یافت و چندین بار در زمان دیوکلتیانوس و کنستانسیوس، اسکله های آن را افزایش داد. این اسکله ها که اسکله های "داخلی" و "خارجی" نامیده می شوند، گهگاه در خدمت نیروی دریایی روم بودند.
بیشتر بقایای ساختمان ها و سازه های امروزی مربوط به دوره حکومت روم هستند.

### دوره بیزانس
در دوران بیزانس، شهر رو به زوال گذاشت. انباشته شدن گل و لای در اسکله ها روند انحطاط شهر را تسریع کرد. در قرن پنجم پس از میلاد، تلاش برای باز نگه داشتن اسکله ها متوقف شد. در زلزله ویرانگر ۵۲۶ انطاکیه به شدت آسیب دید.

### دوره اسلامی
سلوکیه در حدود سال ۵۴۰ میلادی به تصرف ساسانیان درآمد. اما هرگز به عنوان شهر بندری به آن نگریسته نشد و مورد بازسازی قرار نگرفت. ولید بن عبدالملک، خلیفه اموی از سال ۷۰۵ تا ۷۱۵، قلعه ای در این شهر ساخت. 

## سلوکیه پیه ریا و مسیحیت
این شهر از همان ابتدای تبلیغ به مسیحیت گروید. به عنوان بندر انطاکیه سوریه،  «سلوکیه دریایی» - که برای متمایز کردن آن از شهرهای دیگر به همین نام خوانده می شود - به عنوان نقطه دقیقی که پولس رسول [در سال ۴۵ بعد از میلاد] و از آنجا عازم شده بودند، مورد توجه است. برنابا در اولین سفرهای تبلیغی خود، همانطور که در کتاب مقدس آمده است، از این بندر حرکت کرد (اعمال رسولان 13:4).  در پایان همان سفر، پولس باید قبل از رفتن به انطاکیه به سلوکیه رسیده باشد (اعمال رسولان 14:26 را ببینید). مسیر او در آغاز سفر دوم زمینی بود و احتمالاً سلوکیه را دور می زد (اعمال رسولان 15:40-41 را ببینید)، اگرچه در بازگشت، باید دوباره از آن عبور کرده باشد (اعمال رسولان 18:22 را ببینید). پولس در سفر سوم خود بار دیگر مسیر زمینی را در پیش گرفت، ممکن است پولس سلوکیه را از دست داده باشد (اعمال رسولان 19:1 را ببینید)، و در پایان آن سفر به انطاکیه بازنگشت و به همین دلیل دوباره سلوکیه را از دست داد (اعمال رسولان 21:7- را ببینید). 8). این بدان معناست که پولس حداقل سه بار از سلوکیه عبور کرد و احتمالاً چندین بار دیگر در سفرهای پیش از مبلغان به انطاکیه سوریه (اعمال رسولان 11:26؛ 12:25 را ببینید).
قدیمی ترین اسقف شناخته شده زنوبیوس است که در شورای نیکیه در سال ۳۲۵ پس از میلاد حضور داشت. اسقف های شناخته شده دیگر عبارتند از یوسبیوس، آریانی و بیزوس در قرن چهارم، و دوازده نفر دیگر که توسط لو کوین نقل شده است ( Oriens Christianus, II, 777-780). در قرن ششم پس از میلاد، Notitia Episcopatuum  اهل انطاکیه، را سلوکیه پیه ریا به عنوان یک اسقف اعظم خودمختار، به رسمیت شناخته و به او حق رای انطاکیه ( Echos d'Orient, X 144) را اعطا مینماید. اسقف تا قرن دهم پس از میلاد وجود داشت و مرزهای آن مشخص است ( Échos d'Orient, X, 97). برای برخی از عنوان‌های کاتولیک رومی به Eubel, Hierarchia catholica medii aevi, I, 468 مراجعه کنید 
سلوکیه پیه ریا یکی از اسقف‌نشین های پاتریارک ارتدوکس یونانی انطاکیه بود، کلیسای ارتدوکس سریانی (میافیزتیک) اسقف‌هایی را در قرن هشتم و نهم پس از میلاد در این شهر منصوب کرد که سه اسقف آن شناخته شده‌اند. آخرین اسقف معروف سریانی ارتدوکس سلوکیه، آحرون (۸۴۷/۸۷۴ میلادی)، در فهرست های میکائیل سوری ذکر شده است. همچنین از قرن یازدهم تا سیزدهم موسسات رهبانی گرجی در اطراف سلوکیه وجود داشت. 
این شهر هنوز هم مرکز کلیسای کاتولیک رومی Seleuciensis Pierius است. این کرسی پس از مرگ آخرین اسقف در سال ۱۹۸۰ خالی مانده است 

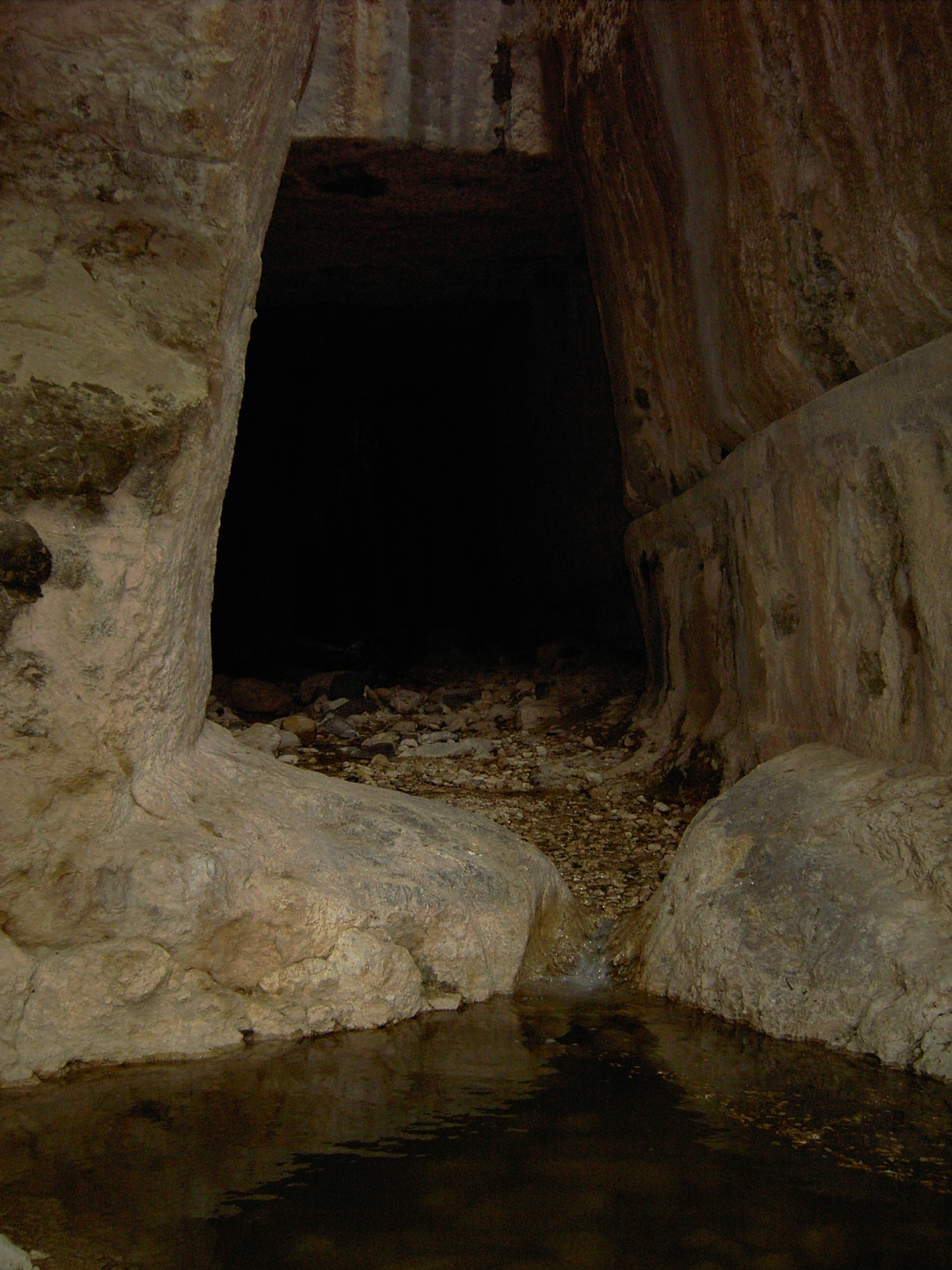
بخشی از تونل تیتوس

### اسقف های شناخته شده
- یوگنیوس سلوکیه پیرو بدعت گذار آتاناسیوس، نوه امپراطور تئودورا [۹]
- دوزیتئوس اول
- زنوبیوس، حاضر در شورای نیقیه در سال 325 پس از میلاد.
- Eusebius 350 [۱۰]
- Bizus fl 381
- ماکسیموس
- واسیلیوس سلوکیه، شرکت کننده در شورای افسوس در سال ۴۳۱، [۱۱] حامی نستوریوس.
- ریحان سلوکیه fl 452.
- Dositheus II fl 553.
- Gerontius fl 448.
- نونس سلوکیه; از حدود 505 پس از میلاد، در حدود ۵۲۱ به دلیل بدعت تبعید شد.
- کنستانسیوس، بدعت گذار
- Dyonisis fl 553
- آنتونیوس، [۱۰]
- تئودوروس
- آگاپویوس
- نیکلاس
- آهرون (۸۴۷–۸۷۴ م). [۱۲]

### اسقف اعظم لاتین
- ژول ژرژ کاندلا (1959-1980)
- کاردینال فرناندو سنتو (1926-1959)
- پل یوژن روی (1914-1925)
- دومنیکو سرافینی ، (1912-1914)
- توماسو ماریا گرانلو (1897-1911) [۱۳]

## سایت های اصلی
قسمت مرتفع شهر، با محیطی در حدود ۱۳ کیلومتر، هنوز قابل تشخیص است. قسمت پایین تر شهر، کوچکتر از شهر قبلی و پرجمعیت تر بود.  ویرانه ها شامل گورستان، آمفی تئاتر، ارگ، معابد، برخی از کارهای آبیاری و همچنین برخی استحکامات است.
نقطه متمایز شهر یک مجموعه تونل/کانال به طول ۱۳۵۰ تا ۱۴۰۰ متر است که در زمان رومیان ساخته شده است. اعتقاد بر این است که برای منحرف کردن رودخانه نزدیک و جلوگیری از رسوب گل و لای در بندرگاه حفر شده است. فرض بر این است که دلیل دیگر حفر کانال کمک به کاهش سیل ناشی از باران های شدید زمستانی باشد. ساخت و ساز این کانالها در زمان امپراتور وسپاسیان (۶۹-۷۹ پس از میلاد) آغاز شد و عمدتاً در زمان پسرش تیتوس (۷۹-۸۱ پس از میلاد) ادامه یافت.
به گفته یوسف فلاوی، مورخ یهودی رومی (۳۷-حدود ۱۰۰ پس از میلاد)، از بردگان یهودی به عنوان کارگر استفاده می شد. این بردگان به دستور امپراتور تیتوس که اورشلیم را در سال ۷۰ پس از میلاد تسخیر کرده بود، کار می کردند. اسرای جنگی دیگر به رم فرستاده شدند و در آنجا مجبور به ساختن کولوسئوم شدند. طبق یک کتیبه، تونل/کانال تا زمان سلطنت آنتونینوس پیوس (۱۳۸-۱۶۱ پس از میلاد) به طور کامل تکمیل نشده بود. آخرین کارگران لژیونرهای رومی بودند. 
بیشتر قسمت های تونل/کانال دست نخورده است و می توان با پای پیاده از آن بازدید کرد. قبرهای سنگی بر روی دیوار کانال یافت می شود.

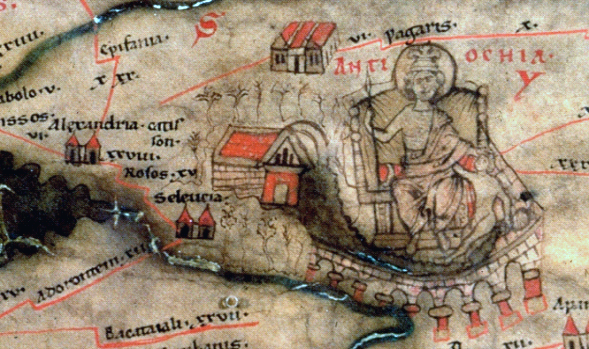
نقشه پوتینگر که انطاکیه سوریه و اسکندریه و سلوکیه را در قرن چهارم نشان می دهد

## افراد قابل توجه
ساکنان مشهور شهر عبارتند از آپولوفان، پزشک آنتیوخوس سوم بزرگ (قرن سوم)، و فیرموس که پالمیرا و مصر را علیه روم در سال ۲۷۲ پس از میلاد برانگیخت. 

## همچنین ببینید
- فهرست شهرهای یونان باستان

## یادداشت
1. ↑  «Seleucia in Pieria, Ancient Warfare Magazine». بایگانی‌شده از اصلی در ۳۰ اكتبر ۲۰۱۳. دریافت‌شده در ۵ سپتامبر ۲۰۲۳. تاریخ وارد شده در |archive-date= را بررسی کنید (کمک)
2. 1 2 3  "Seleucia in Pieria". Archived from the original on 30 اكتبر 2013. Retrieved 2013-05-01. {{cite news}}: Check date values in: |archive-date= (help)
3. 1 2 3 4   One or more of the preceding sentences incorporates text from a publication now in the public domain:Vailhé, Siméon (1912). "Seleucia Pieria" .  In Herbermann, Charles (ed.). Catholic Encyclopedia. Vol. 13. New York: Robert Appleton. {{cite encyclopedia}}: Cite has empty unknown parameters: |HIDE_PARAMETER20= و |coauthors= (help)
4. ↑  Page 115 of Volume 5 of Mu'jam al-Buldan, quoting another book Futuh al-Buldan, page 155
5. ↑  Chisholm, Hugh, ed. (1911). "Seleucia" . Encyclopædia Britannica (به انگلیسی) (11th ed.). Cambridge University Press.
6. ↑  الگو:Eastons
7. ↑  Mango, Marlia M. (1991). "Seleukeia Pieria".  In Kazhdan, Alexander (ed.). The Oxford Dictionary of Byzantium. Oxford and New York: Oxford University Press. pp. 1866–1867. ISBN 0-19-504652-8.
8. ↑  "Seleucia Pieria (Titular See) [Catholic-Hierarchy]".
9. ↑  Michael the Syrian :102.
10. 1 2
11. ↑  Michael the Syrian 79
12. ↑  Michael the Syrian.
13. ↑  David M. Cheney, Seleucia Pieria.